# Єва Боннер
Єва Фредріка Боннер (швед. Eva Bonnier; нар. 17 листопада 1857, Стокгольм — пом. 13 січня 1909, Копенгаген) — шведська художниця, меценатка.

## Життєпис
Єва Фредріка Боннер народилася 1857 року в Стокгольмі. Вона була дочкою видавця Альберта Боннер (Albert Bonnier), з династії Боннер. Мистецтву живопису навчалася в 1878 році у шведського художника Августа Мальмстрьома, потім — до Королівської шведської академії мистецтв у Стокгольмі.
Разом зі своєю подругою, художницею-портретисткою Ганною Гірш, Єва Боннер, з 1883 по 1889 роки, навчалася у Парижі. Її картина «Музика» (1889) була відзначена в Паризькому салоні.
Після повернення в 1889 році до Швеції вона до 1900 року малювала в основному портрети. Серед робіт художниці цього часу: автопортрет, портрет Лісьєн Бонніер (Lisen Bonnier), портрети шведського вченого Гьялмара Лундбома (Hjalmar Lundbohm), політика Моріц Рубенсон (Moritz Rubenson), педагога Carl Jonas Meijerberg, поета і критика Оскара Левертіна. Однією з останніх картин художниці є картина «Кравчині» (1887). Цікавим у ній є використання падаючого світла від вікна і текстур.
Єва Боннер була членкинею шведської Асоціації художників, деякий час входила до правління Асоціації.

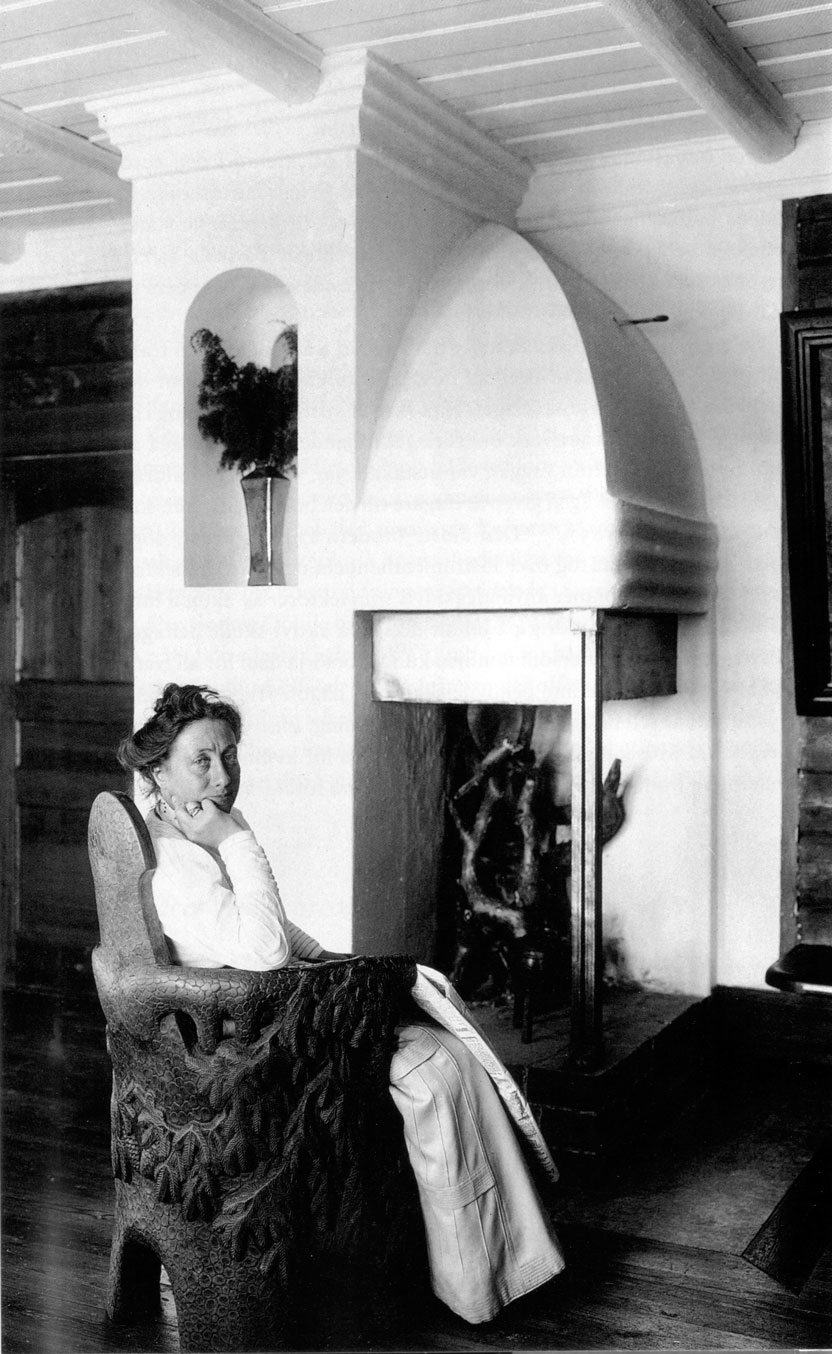
Єва Боннер у 1905 році

У 1900-х роках Боннер на отриманий спадок зайнялася благодійною діяльністю. Вона заснувала фонд благоустрою Стокгольма, на кошти якого створювалися твори мистецтва, призначені для прикраси присутніх місць, таких як Національна бібліотека Швеції, Стокгольмський університет, Стокгольмські школи тощо.
Єва Боннер померла 13 січня 1909 року. В даний час картини художниці зберігаються в Національному музеї Швеції в Стокгольмі та приватних колекціях.

## Вибрані твори

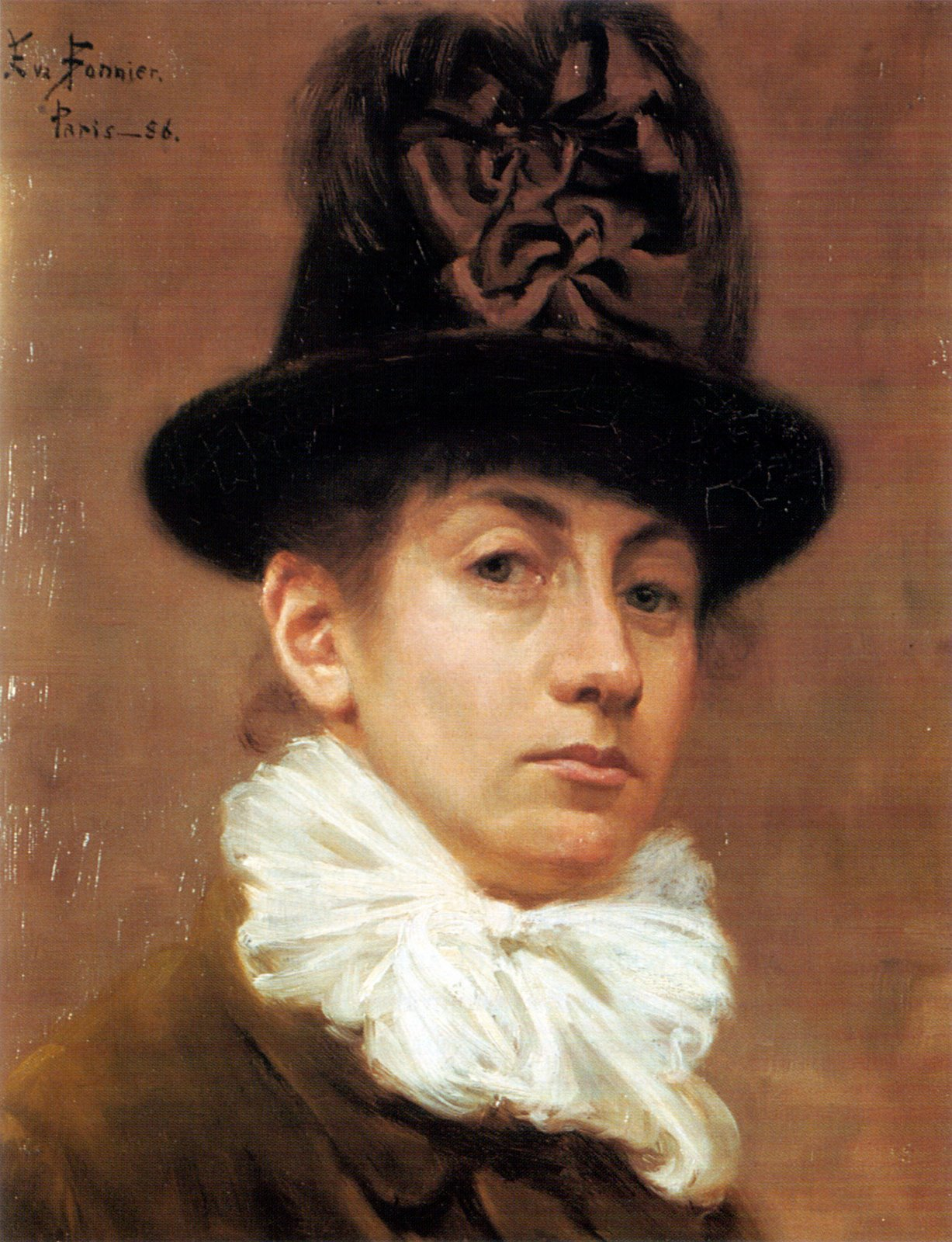
Автопортрет, колекція Боннер. 1886, Стокгольм
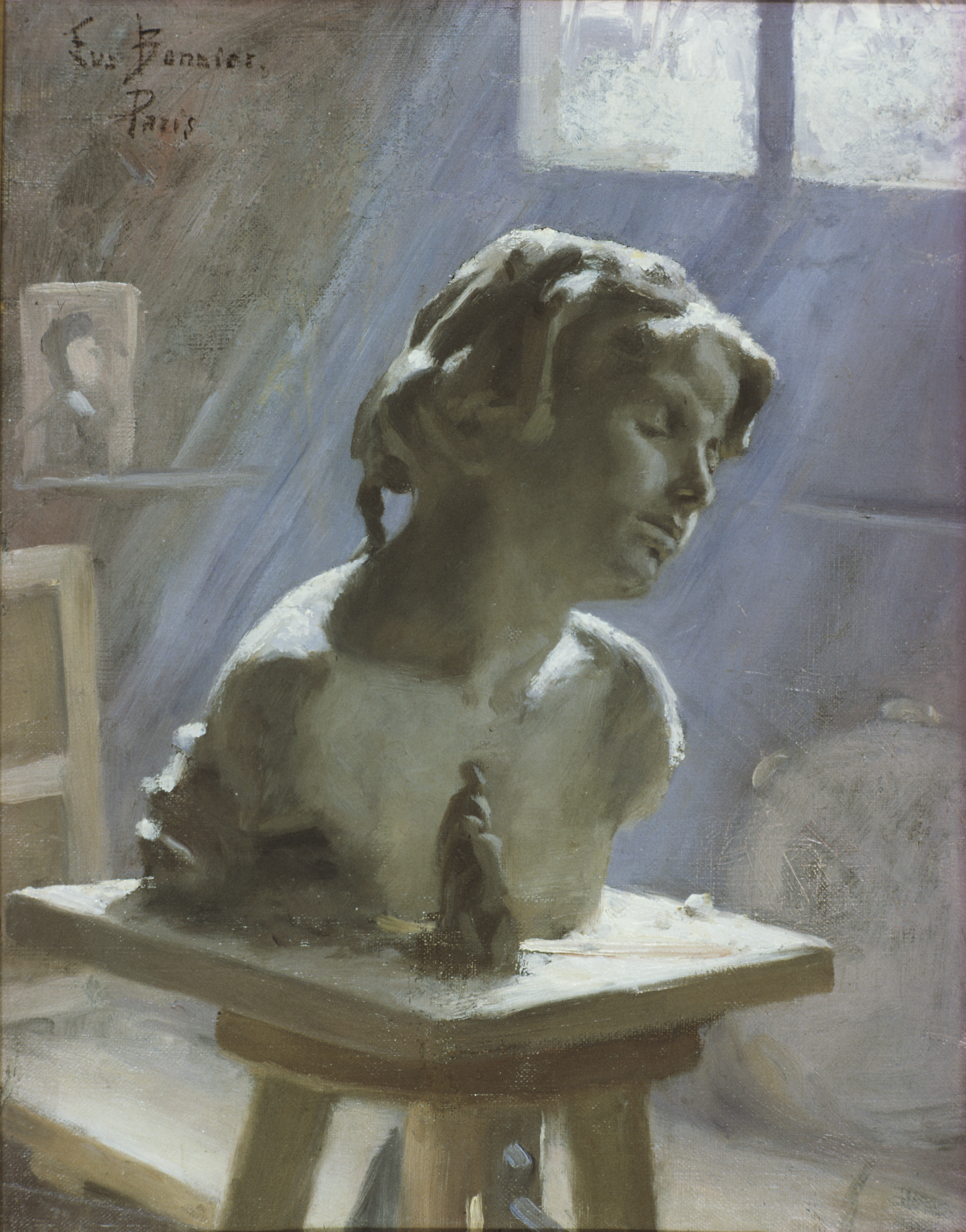
Інтер'єр студії в Парижі, Національний музей, 1886, Стокгольм
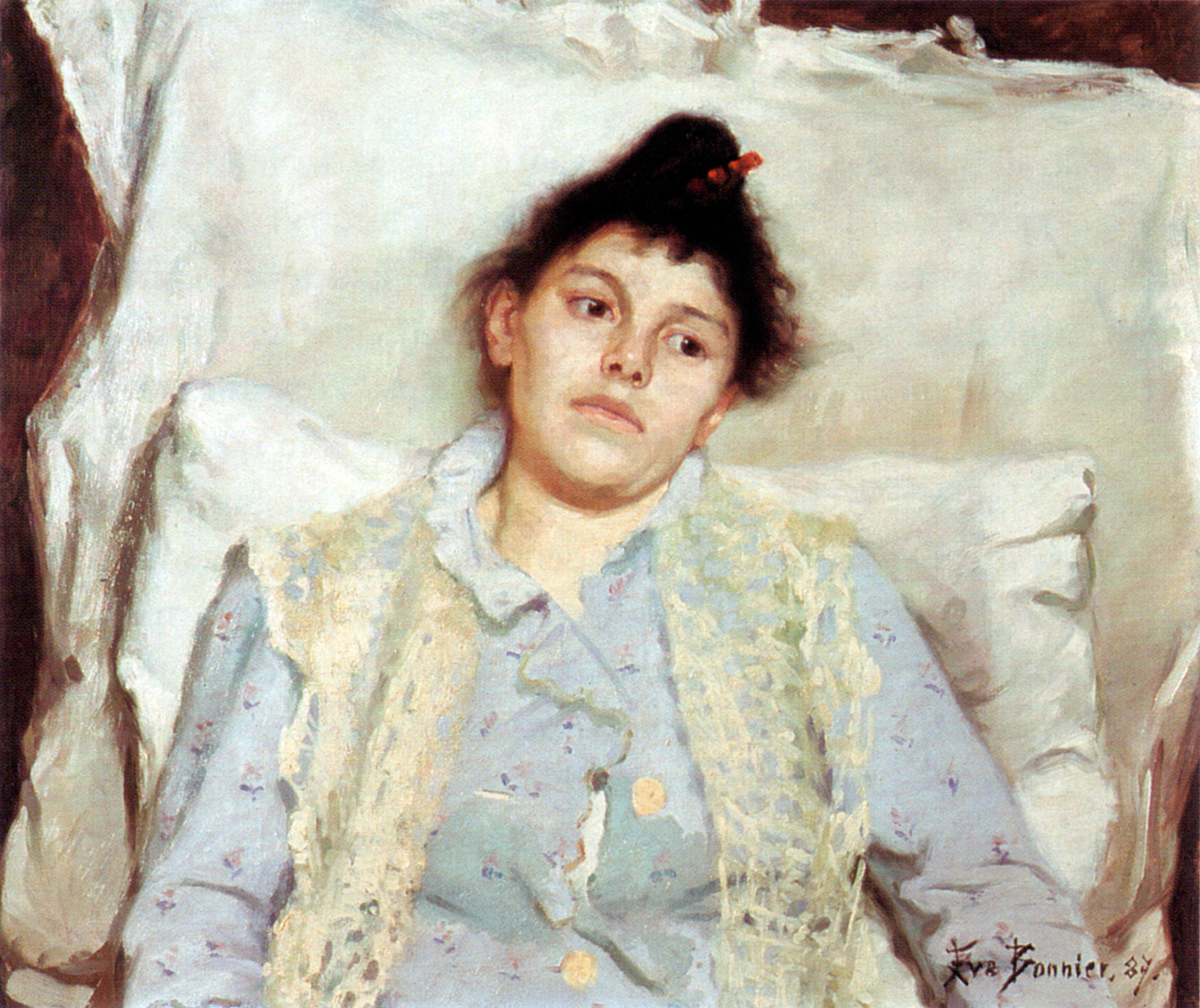
Магдалена Вальдемарсудде, 1887
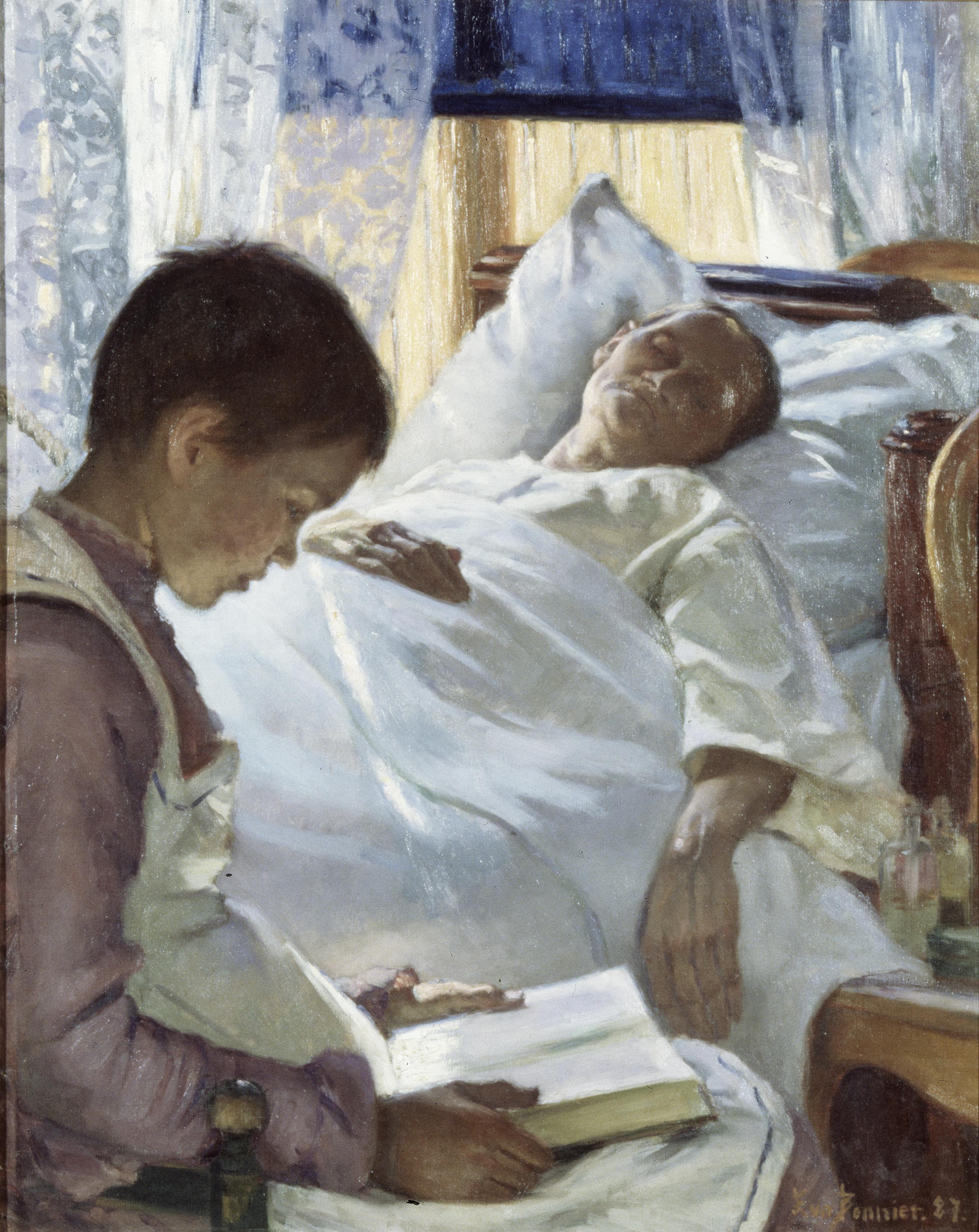
Хвора, Національний музей. 1887
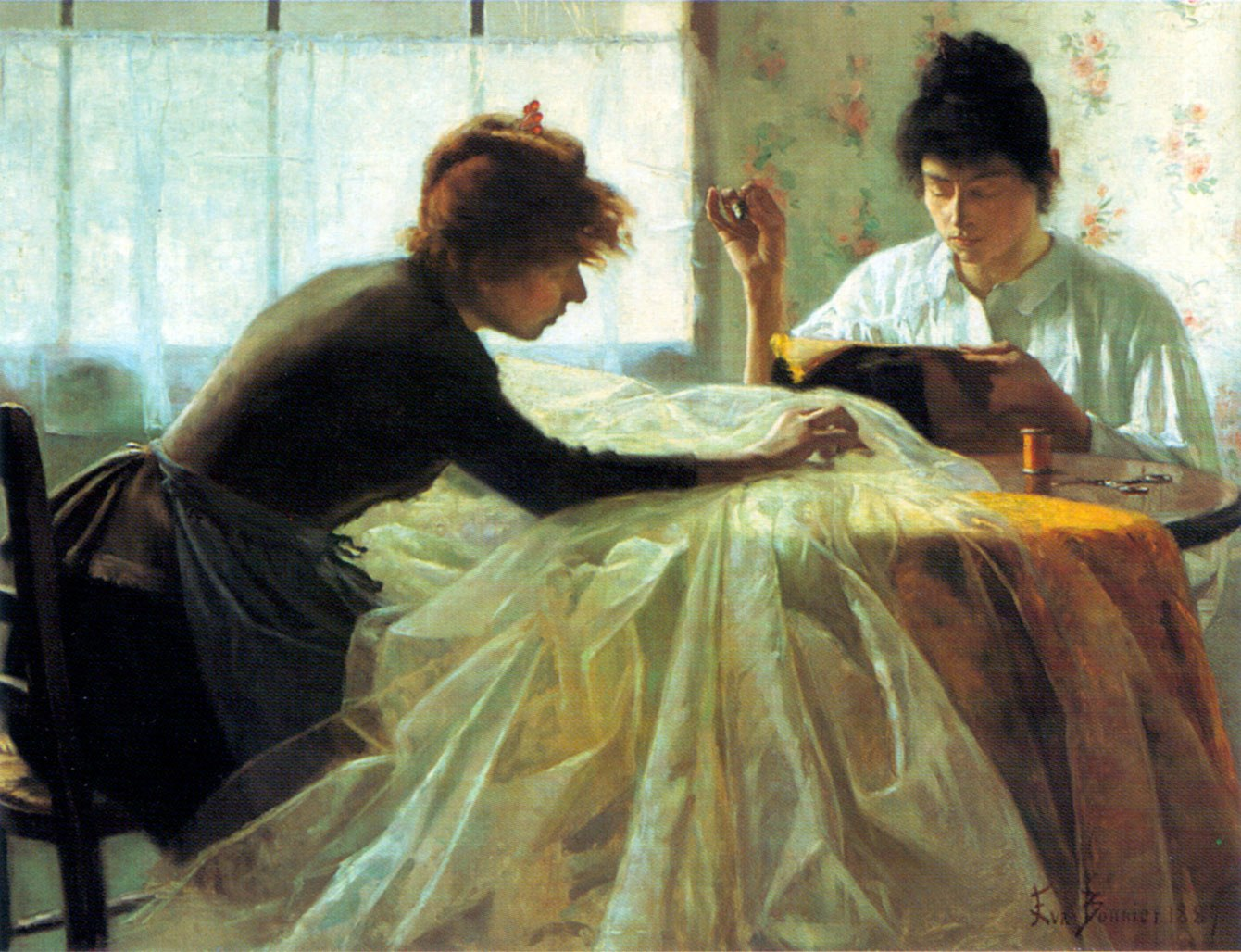
Кравчині. 1887
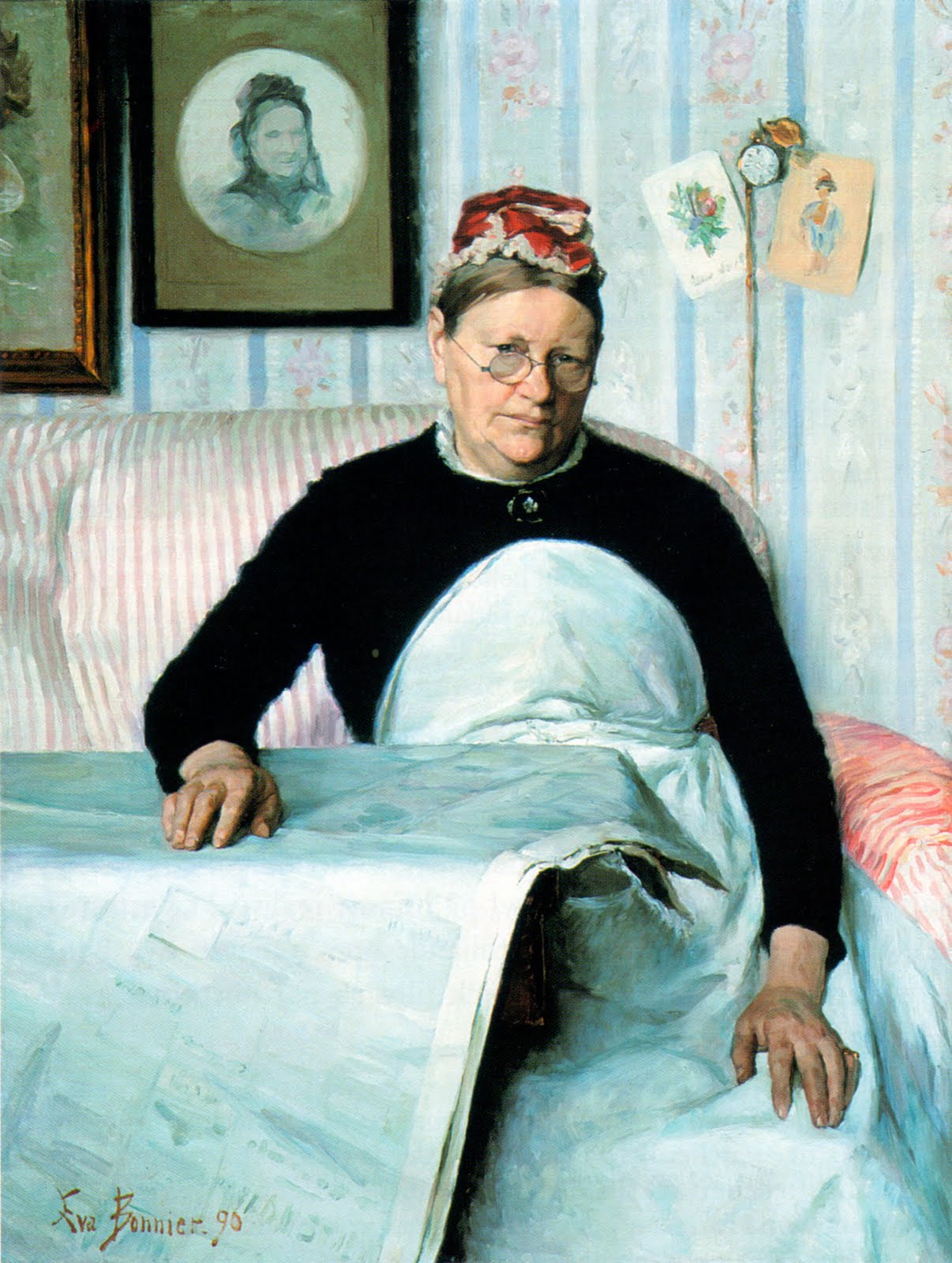
Господиня. Національний Музей. 1890, Стокгольм
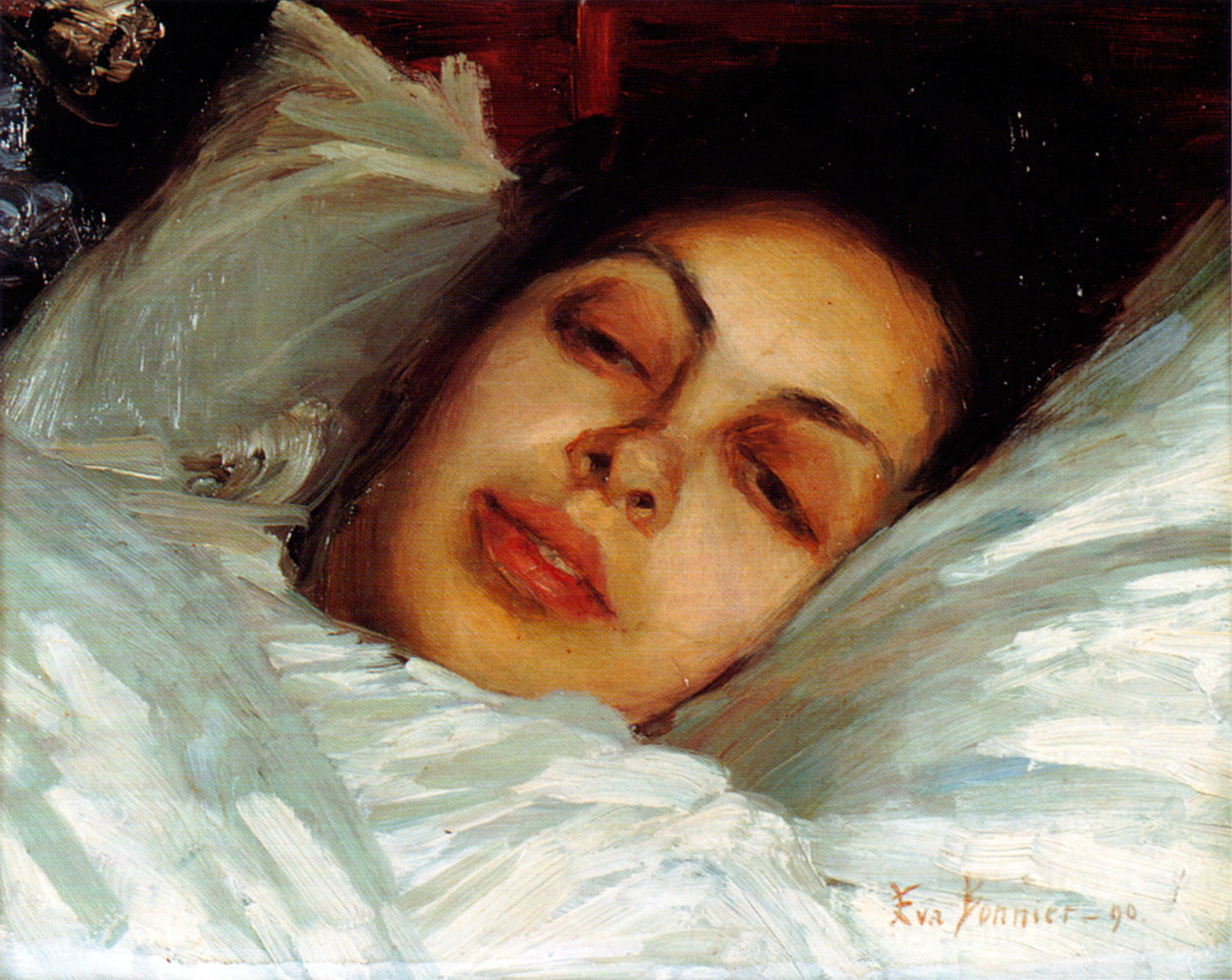
Видужуюча Лісьєн Боннер, 1890
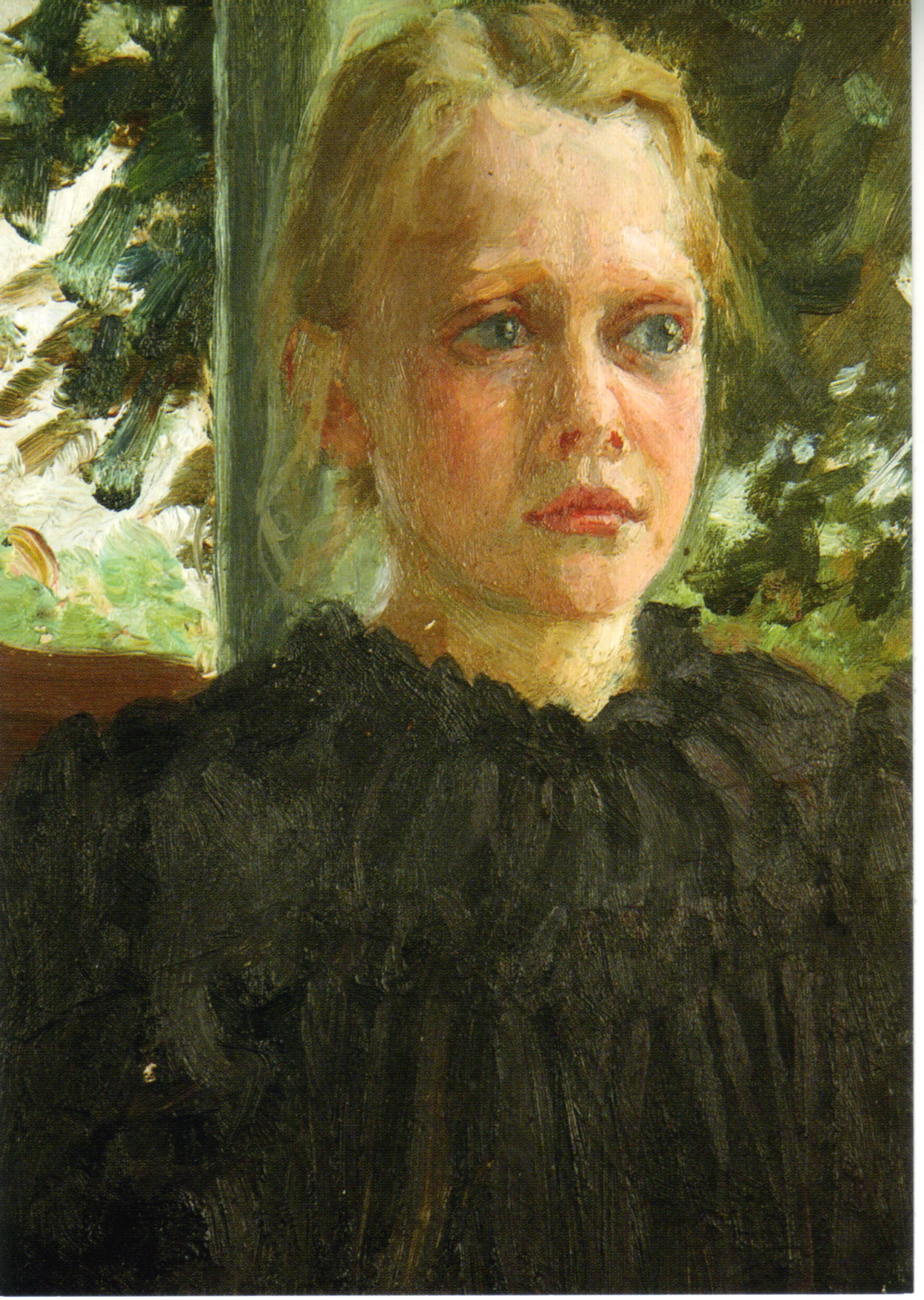
Юлія Хассельберг, 1906